# Nintendo Gamecube Game Boy Advance Cable

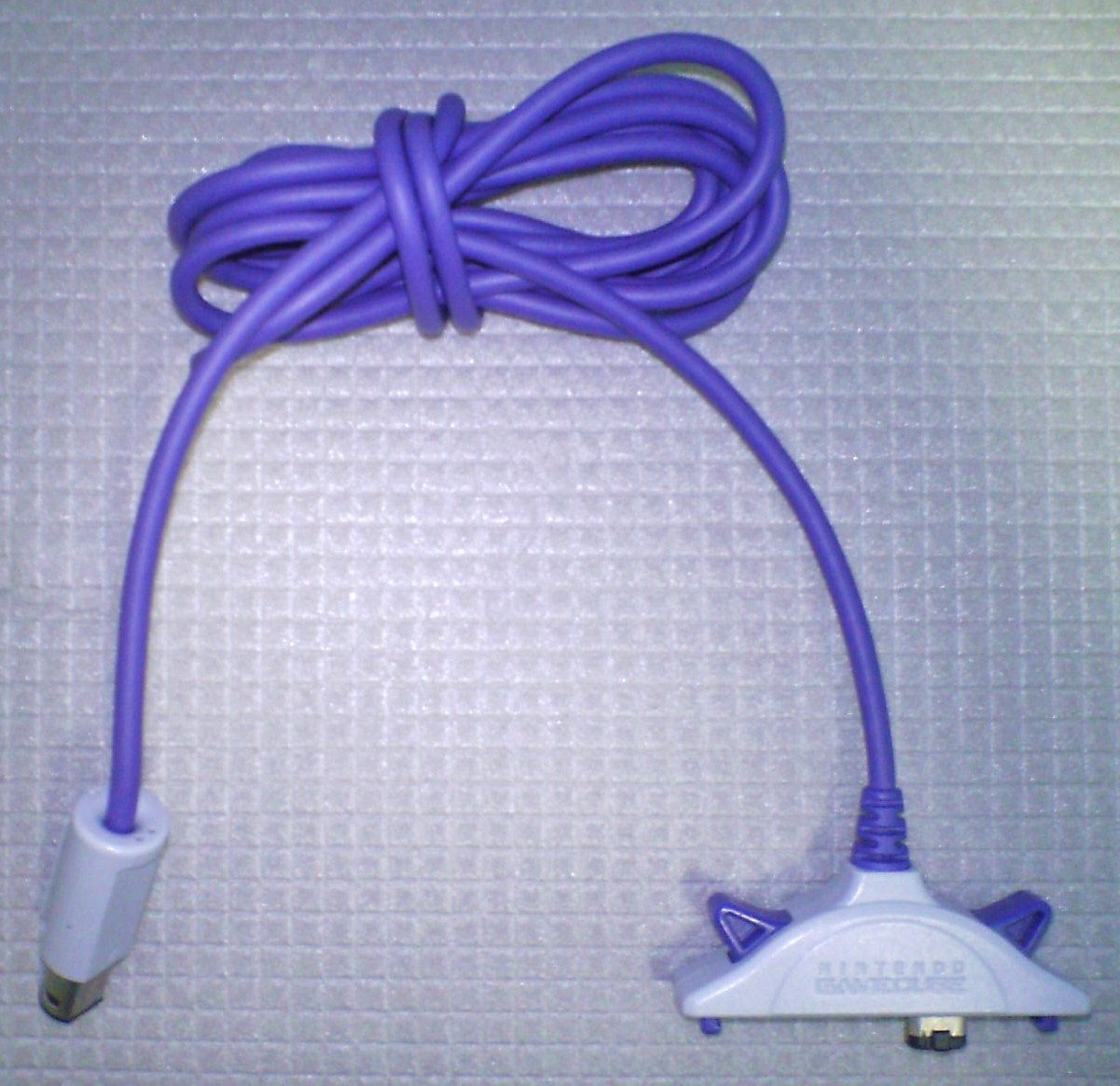
En Nintendo GameCube Game Boy Advance Cable.

Nintendo GameCube Game Boy Advance Cable är ett tillbehör som gör det möjligt att koppla ihop en Game Boy Advance med en Gamecube. Med detta tillbehör kan upp till fyra Game Boy Advance-enheter kopplas ihop med en Gamecube, det behövs en kabel till varje Game Boy Advance-enhet som ska kopplas. Det är med detta tillbehör inte möjligt att spela Game Boy-spel på en Gamecube; för det behövs istället en Game Boy Player.

## Spel som har stöd för användande av detta tillbehör

### Game Boy Advance
- Prince of Persia: The Sands of Time
- Metroid Fusion
- Mario Golf: Advance Tour
- Pokémon Ruby och Sapphire
- Pokémon Emerald

### Gamecube
- The Legend of Zelda: Four Swords Adventures
- The Legend of Zelda: The Wind Waker
- Animal Crossing
- Metroid Prime
- Fire Emblem: Path of Radiance
- Mario Golf: Toadstool Tour
- Final Fantasy: Crystal Chronicles
- SSX 3
- Pokémon Colosseum
- Pokémon XD: Gale of Darkness